# Nederlandse Bellamy Partij
De Nederlandse Bellamy Partij was een Nederlandse politieke partij die de ideologie van de Amerikaanse utopist Edward Bellamy in de praktijk wilde brengen. De partij werd opgericht te Groningen op 30 mei 1945. De NBP nam deel aan de Tweede Kamerverkiezingen van 1946, maar haalde geen zetel. In april 1947 verliet een aantal prominente leden de partij om zich aan te sluiten bij de Vooruitstrevende Partij voor de Wereldregering. De NBP werd kort daarna opgeheven.